# Маргеріта Ак
Маргеріта Ак (італ. Margherita Hack, [marɡeˈriːta ak]; 12 червня 1922, Флоренція — 29 червня 2013, Трієст) — італійська астрономка, член Національної академії деї Лінчеї (1978).
Народилась у Флоренції. У 1945 закінчила Флорентійський університет. У 1947—1954 працювала в астрофізичній обсерваторії Арчетрі, в 1954—1964 — в обсерваторії Брера-Мерате. З 1964 — професор астрономії університету в Трієсті і директорка обсерваторії в Трієсті.
Основні наукові роботи присвячені зоряній спектроскопії. Займалася дослідженнями хімічного складу і фізичних умов в атмосферах нормальних і пекулярних зірок різних типів. Вивчала пекулярні подвійні системи, такі як ε Візничого, β Ліри, υ Стрільця, W Змії; запропонувала нові моделі цих зірок, засновані на спектральних спостереженнях не тільки у візуальній, а й в ультрафіолетовій областях спектру. Розробила двовимірну класифікацію зоряних спектрів; розрахувала контури ліній для великої кількості моделей атмосфер зірок. Підготувала разом з Отто Струве і видала після його смерті чотиритомну серію збірників «Зоряна спектроскопія» — огляд основних спостережних даних.
Очолювала Комісію N 29 «Зоряні спектри» Міжнародного астрономічного союзу (1976—1979).
Отримала премію Лінчео з астрономії та геофізики (1980).
На честь Маргеріти Ак названий астероїд 8558 Гак.